# Schweizerische Volksbank

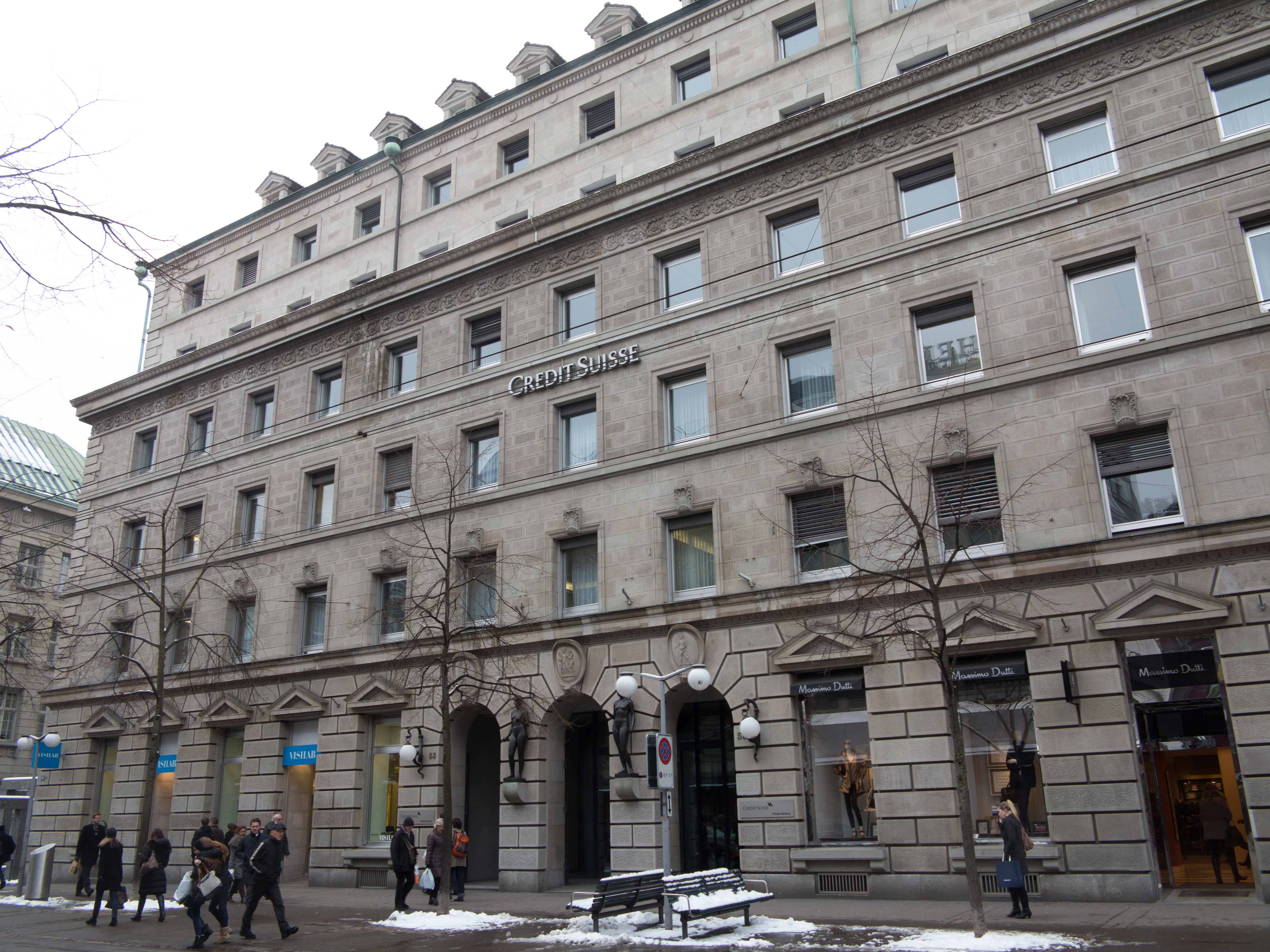
Das Gebäude der ehemaligen Schweizerischen Volksbank in Zürich. Seit 1993 Zürcher Niederlassung der Credit Suisse

Die Schweizerische Volksbank war eine Schweizer Bank, mit Hauptsitz in Bern, die 1869 gegründet wurde und sich als genossenschaftliche Bank vor allem auf die Bedürfnisse von Privatkunden sowie kleinen und mittleren Unternehmen konzentrierte. Sie zählte lange Zeit zu den grössten Banken der Schweiz und verfügte über ein breites Filialnetz im ganzen Land. Aufgrund finanzieller Schwierigkeiten wurde die Schweizerische Volksbank 1993 von der CS Holding, Schweizerische Kreditanstalt (SKA) übernommen und vollständig integriert.

## Geschichte
Die Schweizerische Volksbank (SVB) war eine 1869 in Bern gegründete Genossenschaftsbank, die sich ursprünglich an Arbeiter, Beamte und Gewerbetreibende richtete. Ihr Ziel war es, durch die Vergabe von Darlehen an Mitglieder den allgemeinen Wohlstand zu fördern.
In den 1870er Jahren expandierte die SVB rasch und eröffnete mehrere Filialen innerhalb und ausserhalb des Kantons Bern. Nach Rückschlägen während der Wirtschaftskrise in den 1880er Jahren erholte sie sich und wuchs bis 1930 zur zweitgrössten Bank der Schweiz heran. Während der Weltwirtschaftskrise geriet die SVB jedoch in Schwierigkeiten und stand 1933 kurz vor dem Zusammenbruch. Der Bund beteiligte sich daraufhin mit 100 Millionen Franken am Genossenschaftskapital, um die Bank zu stabilisieren.
In den 1960er Jahren erlebte die SVB ein starkes Wachstum, geriet jedoch Anfang der 1980er Jahre durch Verluste bei Silbertermingeschäften erneut in die Schlagzeilen. Die Immobilienkrise der frühen 1990er Jahre führte zu einem erhöhten Wertberichtigungsbedarf, was 1993 zur Übernahme der Bank durch die CS Holding (später Credit Suisse Group) führte.
Diese Übernahme markierte einen wichtigen Schritt in der Konsolidierung des Schweizer Finanzplatzes und führte zur Entstehung der zweitgrössten Bank der Schweiz. 